# Прапор Олександрівського району (Донецька область)
Пра́пор Олекса́ндрівського райо́ну — офіційний символ Олександрівського району Донецької області, затверджений 8 серпня 2001 року рішенням № 23/17-162 сесії Олександрівської районної ради.

## Опис
Прапор являє собою прямокутне полотнище, яке розділене горизонтально на три частини. Його верхня частина зеленого кольору, середня — жовтого, а нижня — блакитного. Між кольоровими частинами є білі проміжки шириною 0,05 ширини прапора.

## Символіка
Прапор району підкреслює достаток рослинного і тваринного світу.